# Alimentation Couche-Tard
Pour les articles homonymes, voir Alimentation (homonymie) et Couche-Tard.
Alimentation Couche-Tard ou Couche-Tard est une multinationale fondée au Québec par Alain Bouchard. Elle est spécialisée dans l'exploitation de dépanneurs. Le logo du Couche-Tard est un hibou faisant un clin d’œil.
Outre la marque Couche-Tard, l'entreprise détient différentes enseignes à travers le monde. Elle exploite normalement les marques Mac's au Canada, Statoil en Europe et Circle K aux États-Unis, au Canada et en Europe.
Couche-Tard est la plus grande société de ce genre au Canada et la deuxième en importance en Amérique du Nord.
En 2019, elle exploite 14 332 magasins, dans vingt-quatre pays et emploie 122 000 personnes.
Le groupe est coté à la Bourse de Toronto.
Le siège de l'entreprise est situé à Laval, au Québec.

## Histoire

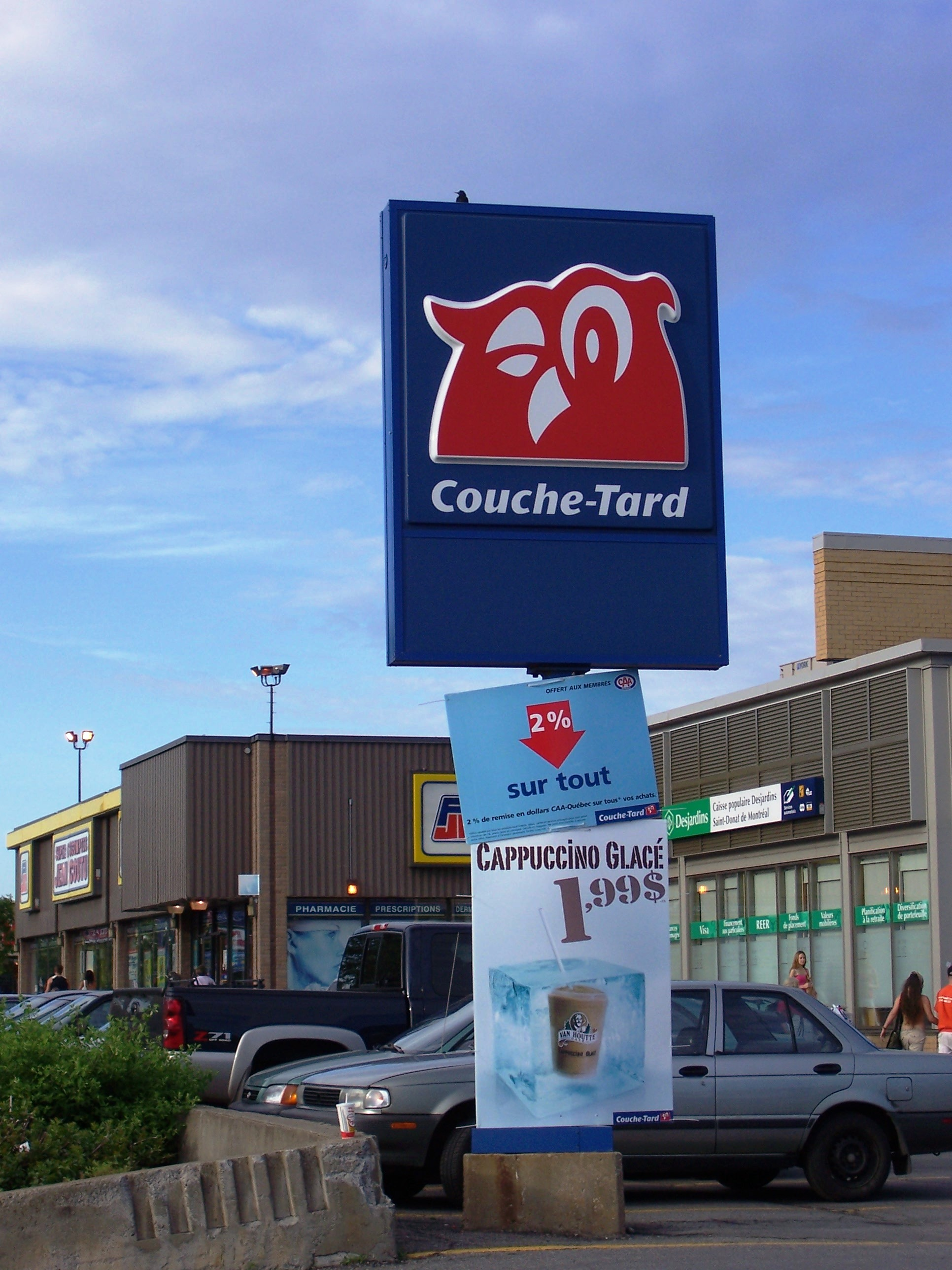
Un panneau annonçant un dépanneur Couche-Tard, à Montréal.

Dans les années 1990, Alimentation Couche-Tard entame une série d'acquisitions qui mèneront à la consolidation de plusieurs chaînes sous la bannière Couche-Tard. Cela débute avec l'achat de 60 dépanneurs Mac's et La Maisonnée de Silcorp Limited. 1997 marque l'acquisition des 245 magasins Provi-Soir appartenant à Provigo, puis l'entreprise acquiert le reste des opérations canadiennes de Silcorp Limited en 1999, consolidant sa position nationale avec la bannière Mac's.
Après une première incursion aux États-Unis sous la bannière Mac's au début des années 2000, Alimentation Couche-Tard conclut en 2003 une entente avec ConocoPhillips, pour acheter la corporation Circle K pour 1,12 milliard de dollars canadiens. Cette transaction permet à l'époque à l'entreprise de passer au quatrième rang des sociétés nord-américaines dans le secteur des dépanneurs.
Le 9 octobre 2005, Couche-Tard compte 4 853 dépanneurs en activité.
Pour la période de 16 semaines terminées le 29 janvier 2006, l'entreprise réalise un chiffre d'affaires de 2,94 milliards de dollars américains (US$), une augmentation de 27 % par rapport à la même période l'année précédente, 77 % de son chiffre d'affaires étant réalisé aux États-Unis.
En septembre 2006, l'entreprise annonce vendre pour plus de 10 milliards US$ annuellement dans 5 000 magasins qui emploient environ 37 000 personnes.
Le 28 avril 2009, Couche-Tard décide d'acquérir 450 magasins d'ExxonMobil. Cette transaction doit être avalisée par les autorités fédérales américaines pour être finalisée. À cette date et excluant cette acquisition, la société détient 5 444 magasins.
Au début de septembre 2009, Couche-Tard possède environ 4 400 dépanneurs et sa bannière est déployée sur environ 1 500 autres dépanneurs.

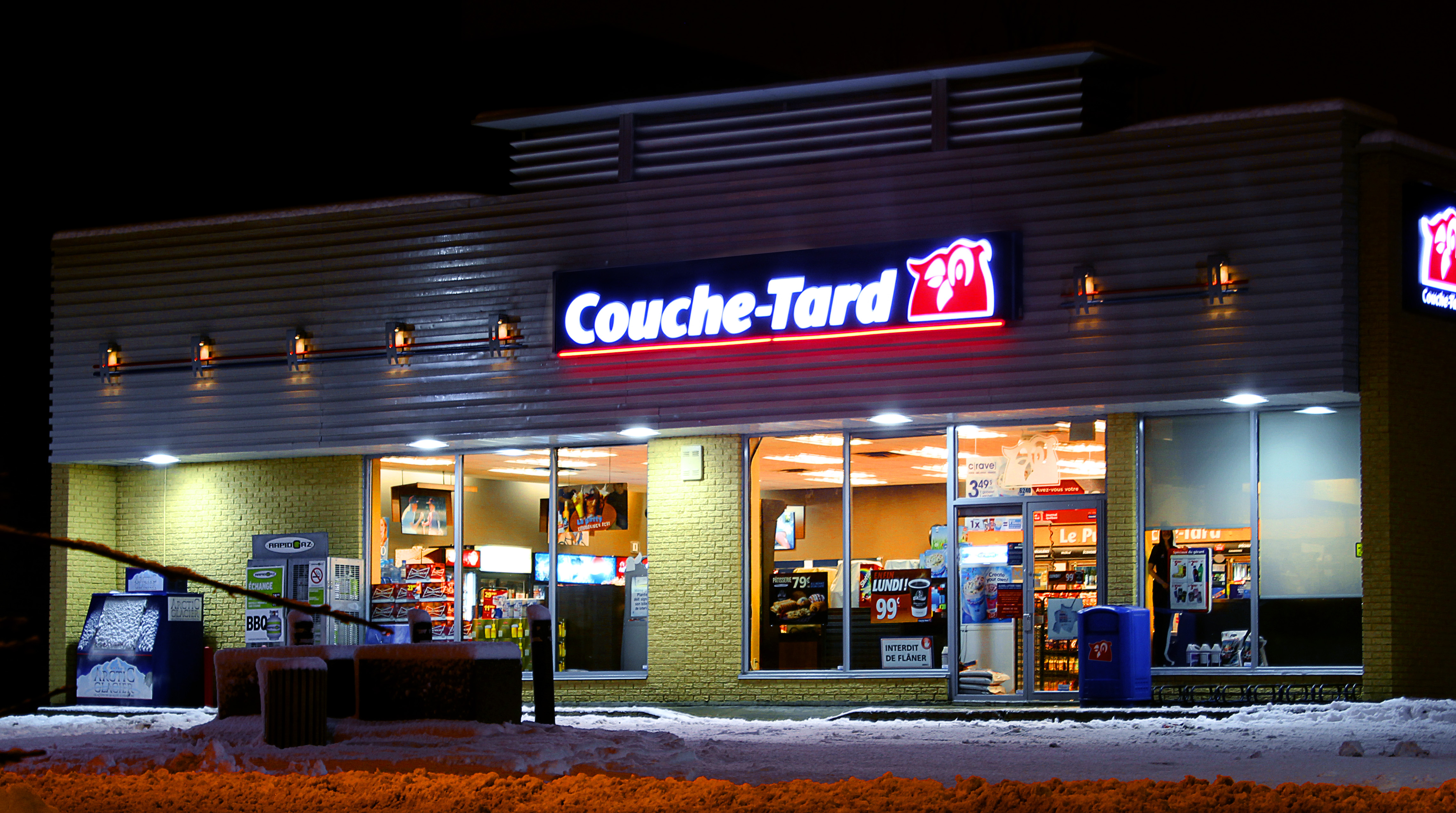
Façade d'un magasin Couche-Tard, à Montréal.

Au printemps 2010, Alimentation Couche-Tard tente d'acquérir la chaîne Casey's. En avril, elle lance une offre publique d'achat hostile d'environ 1,8 milliard USD.
Après environ six mois de rebondissements et une dernière offre de 2 milliards, Couche-Tard abandonne la tentative d'acquisition, après un rejet massif de la proposition lors de l'assemblée annuelle des actionnaires de Casey's,.
En 2009 - 2010, l'entreprise déclare 16,4 milliards de dollars américains de revenus pour 302,9 millions de dollars américains de profit,.
En janvier 2011, Couche-Tard compte environ 5 400 succursales en Amérique du Nord, dont les deux tiers vendent de l'essence. En avril, selon Rue Frontenac, l'entreprise compte 5 874 magasins, dont 4 169 vendent du carburant. Le même mois, La Presse recense environ 5 000 employés de Couche-Tard au Québec.
En 2010-2011, l'entreprise annonce environ 19 milliards de dollars US de revenus pour 370,1 millions de dollars américains de profits.
Le 18 avril 2012, Couche-Tard annonce l'acquisition de la société norvégienne Statoil Fuel & Retail pour la somme de 2,8 milliards $US. Elle obtiendrait ainsi un réseau de 2 300 dépanneurs exploités en Scandinavie,.
En août 2014, BP acquiert l'activité de distribution de carburant pour l'aéronautique de l'entreprise Statoil Fuel & Retail (SFR) détenue par Couche-Tard pour une valeur inconnue.
En décembre 2014, Couche-Tard acquiert la chaîne d'épicerie américaine The Pantry (en) pour 1,7 milliard de dollars.
En 2015, Alimentation Couche-Tard procède à une réorganisation majeure de Circle K, en transformant son logo et en remplaçant progressivement ses bannières «Mac's» (au Canada), «Kangaroo Express» (aux États-Unis), « Statoil » et «Topaz» (en Europe) par la bannière «Circle K». Le remplacement de « Kangaroo Express », « Mac's » et «Statoil» par « Circle K » se fera entre 2016 et 2018,,. La bannière Topaz sera elle aussi remplacée par Circle K, mais le remplacement n'est pas actuellement prévu au calendrier. Malgré cette réorganisation concentrée autour de Circle K, Alimentation Couche-Tard conservera, au Québec, la bannière francophone de «Couche-Tard» et, en Europe, la bannière automatisée «Ingo». Alimentation Couche-Tard veut aussi profiter du momentum de Circle K pour continuer son expansion internationale.
En octobre 2015, Couche-Tard acquiert les 20 supérettes Texas Star et planifie de les transformer en Circle K.
En mars 2016, Couche-Tard annonce l'acquisition de 279 stations-services de marques Esso à Imperial Oil pour 1,7 milliard de dollars. En août 2016, Couche-Tard annonce l'acquisition de CST Brands, une entreprise texane gestion de station service qui possède notamment la marque CrossAmerica, pour 4,4 milliards de dollars. À la suite de cette acquisition, Couche-Tard annonce vouloir vendre des actifs de CST Brands pour 750 millions de dollars.
En novembre 2019, Couche-Tard annonce une offre d'acquisition sur Caltex Australia, pour 5,8 milliards de dollars. Cette acquisition est abandonnée à la suite des conséquences économiques de la Pandémie de Covid-19.
En août 2020, l'entreprise annonce qu'elle n'ira pas de l'avant avec l’acquisition des 3900 dépanneurs et stations-service Speedway détenus par Marathon Petroleum Corp, le conglomérat japonais Seven & i Holdings ayant remporté le processus d’acquisition. En novembre 2020, Couche-Tard annonce l'acquisition des activités hong-kongaises de Convenience Retail Asia, comprenant 340 supérettes Circle K, pour 360 millions de dollars.
Le 12 janvier 2021, la société indique dans un communiqué, publié en parallèle avec celui de Carrefour, qu'elle a sollicité le géant français de la distribution pour son rachat. Cette offre est présentée comme amicale et selon les sociétés, il s'agit encore de discussions préliminaires. L'offre de rachat s'élève à 20 milliards d'euros, mais suscite l'opposition du gouvernement français, qui voit en Carrefour un facteur d'indépendance alimentaire intérieure, comme cela a notamment été le cas lors de la pandémie de Covid-19 de 2020,. Cette opposition conduit Couche-Tard à renoncer dès le 15 janvier. Toute discussion n'est cependant pas définitivement abandonnée, Carrefour et Couche-Tard ayant annoncé dans la foulée leur volonté de continuer à rechercher malgré tout des partenariats opérationnels,.
En décembre 2022, Couche-Tard annonce acquérir True Blue Car Wash.
En mars 2023, Couche-Tard annonce l'acquisition de 1 600 stations services TotalEnergies en Allemagne et aux Pays-Bas, pour un montant non-dévoilé. Dans le même temps en Belgique et au Luxembourg, Couche-Tard et TotalEnergies annoncent la création d'une co-entreprise reprenant les 619 stations services de TotalEnergies. Le mois suivant, la société signe une entente pour acheter 112 stations-service et dépanneurs de MAPCO Express aux États-Unis.
En 2024, Couche-tard annonce vouloir acquérir pour 39 milliards de dollars Seven & I Holdings, entreprise japonaise propriétaire notamment de la marque 7-Eleven, qui possède 80 000 magasins dans 40 pays d'Asie, mais l'achat est refusé par la direction japonaise, qui invoque des raisons culturelles et refuse de vendre à un concurrent étranger. En juillet 2025, cette opération est abandonnée par Couche-tard.

## Marques actuelles et présence internationale

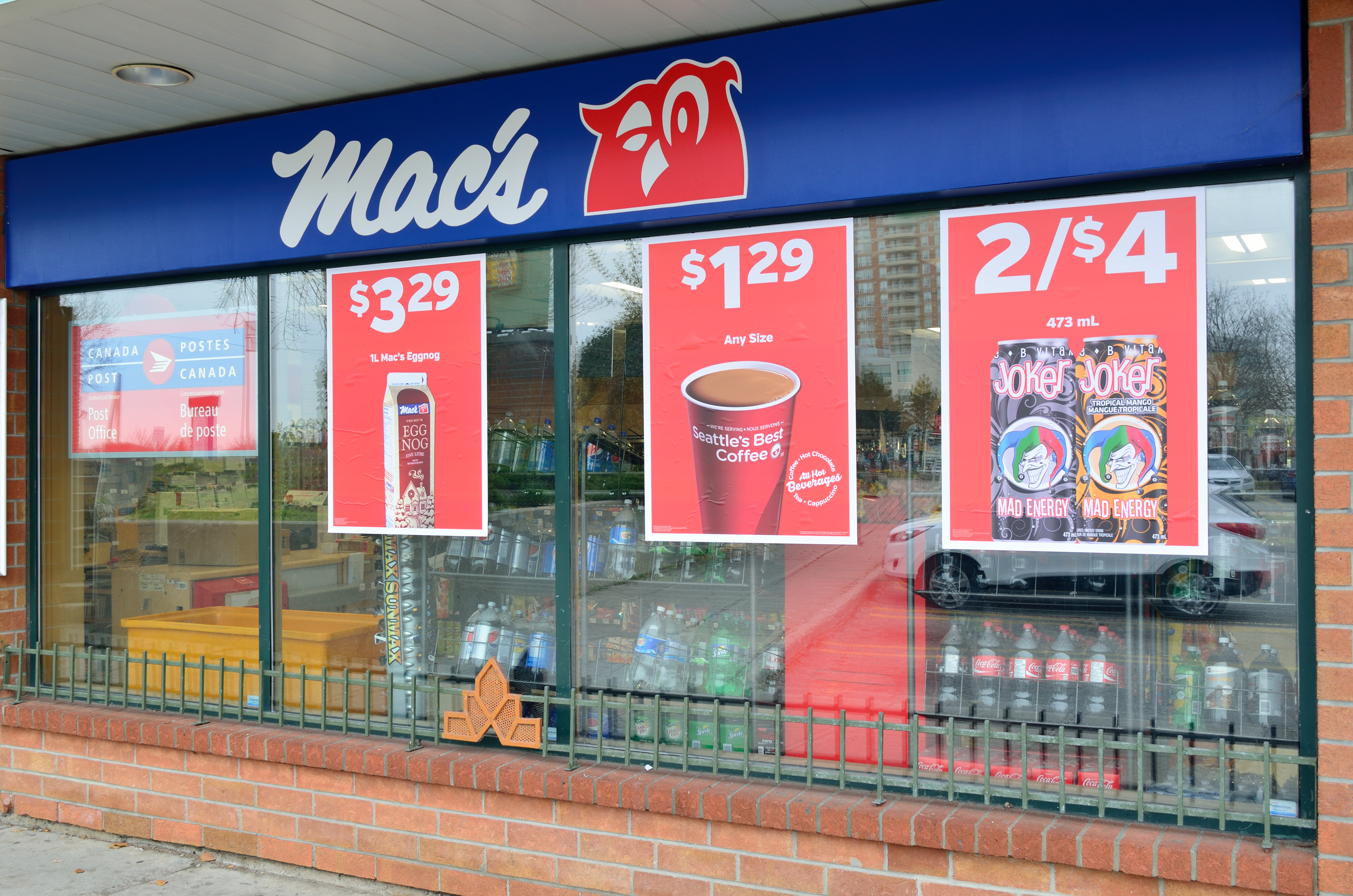
Succursale Mac's, à Toronto.

- Circle K, présente en Amérique (Canada, États-Unis, Mexique, Honduras et Costa Rica), en Europe (Belgique, Norvège, Suède, Danemark, Russie, Estonie, Irlande, Lettonie, Lituanie et Pologne), en Afrique (Égypte), au Moyen-Orient (Émirats arabes unis) et en Asie (Chine (dont Hong Kong et Macao), Vietnam, Malaisie, Indonésie, Philippines et Guam)[47]
- Kangaroo Express, présente aux États-Unis[48]
- Mac's, présente au Canada (sauf au Québec)[27]
- Statoil Fuel & Retail, encore présente en Estonie, Lettonie, Lituanie, Pologne et Russie (les bannières de Statoil en Norvège, Suède et Danemark ont déjà été remplacées par des Circle K)[27]
- Topaz, présente en Irlande[27]
- Ingo, présente en Suède et au Danemark[27]
- Couche-Tard, présente au Québec[27]
- 7 jours, présente au Québec[49]
- Provi-Soir, présente au Québec[50]

Note : À terme, la bannière Circle K remplacera entièrement les bannières Kangaroo Express, Mac's, Statoil et Topaz. Le changement de bannière des premières a commencé en 2018 alors que le changement pour Topaz n'est pas encore au calendrier.

## Actionnaires
Liste des principaux actionnaires au 4 mai 2022 :
| Actionnaire                                      | %      |
| ------------------------------------------------ | ------ |
| Orano Co. (société contrôlée par Alain Bouchard) | 10,5 % |
| Jacques D'Amours (en)                            | 5,80 % |
| Richard Fortin                                   | 3,04 % |
| Caisse de dépôt et placement du Québec           | 2,15 % |
| Artisan Partners                                 | 2,09 % |
| Réal Plourde                                     | 2,04 % |
| The Vanguard Group                               | 2,00 % |
| Fidelity Management & Research                   | 1,56 % |
| Fidelity Investments Canada                      | 1,54 % |
| Alain Bouchard                                   | 1,28 % |

## Syndicalisation

### Belœil
Au début du mois de novembre 2009, certains employés d'une succursale située à Saint-Mathieu-de-Belœil, en bordure de l'autoroute 20, tentent de se syndiquer avec l'aide de la Confédération des syndicats nationaux (CSN). Le 6 novembre 2009, la société procède à la fermeture sans préavis de la succursale, prétextant que cette dernière n'est pas rentable,. La CSN réagit à cette annonce en affirmant que la fermeture de cette succursale est un geste antisyndical et antisocial. En décembre 2009, la centrale syndicale dépose une plainte auprès de la Commission des relations du travail (CRT), accusant la compagnie « d’ingérence, d’entrave, d’intimidation, de menaces et de représailles pour activités syndicales en vertu des articles 12 à 14 du Code du travail du Québec ». La plainte se règle par une entente hors cour confidentielle et Alimentation Couche-Tard rouvre cette succursale en octobre 2010.

### Montréal

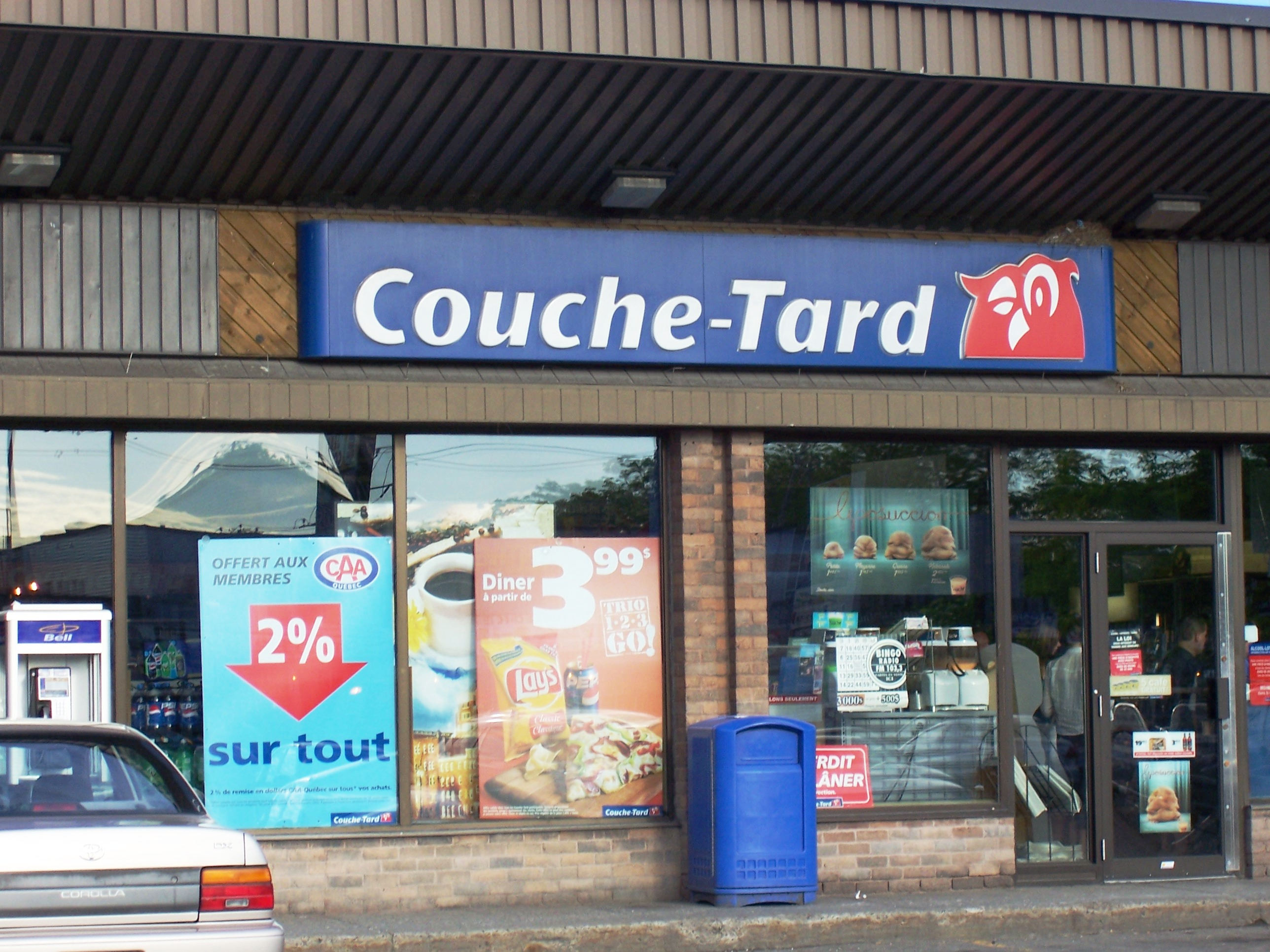
Un dépanneur Couche-Tard situé à Montréal, au Québec.

Le 11 janvier 2011, des employés d'une succursale située au coin nord-est des rues Jean-Talon et D'Iberville, à Montréal, déposent une demande en accréditation syndicale auprès de la CSN,.
Le 6 avril 2011, Couche-Tard ferme une succursale en processus de syndicalisation située au coin des rues Saint-Denis et Beaubien, à Montréal, soutenant qu'elle n'était pas rentable,. Au début du mois de mai, la CSN dépose une plainte à la CRT, invoquant à nouveau les articles 12 à 14 Code du travail. La centrale syndicale réclame à l'entreprise environ 1,1 million de dollars canadiens en salaire, dommages moraux et punitifs,.
De janvier à avril 2011, trois autres succursales, dont celle de Saint-Liboire qui compte le plus grand nombre d'employés au Québec, font une demande d'accréditation syndicale,. Le jeudi 15 septembre 2011, Couche-Tard ferme les portes de la succursale, nouvellement syndiquée, située aux angles de Jean-Talon et Iberville. Fin décembre 2011, les travailleurs d'un cinquième dépanneur, situé dans l'arrondissement Pierrefonds–Roxboro à Montréal déposent une requête en accréditation syndicale auprès de la Commission des relations du travail.